# ژابیا وولا (گمینا گووسک)
ژابیا وولا (به لهستانی:  Żabia Wola) یک روستا در لهستان است که در گمینا گووسک واقع شده‌است. ژابیا وولا ۱۹۰ نفر جمعیت دارد.